# Music (bài hát của Madonna)
"Music" là một bài hát của nghệ sĩ thu âm người Mỹ Madonna nằm trong album phòng thu thứ tám cùng tên của cô (2000). Nó được phát hành như là đĩa đơn đầu tiên trích từ album vào ngày 21 tháng 8 năm 2000 bởi Maverick Records. Bài hát cũng xuất hiện trong hai album tuyệt phẩm của Madonna là GHV2 (2001) và Celebration (2009). Được viết lời và sản xuất bởi Madonna và Mirwais Ahmadzaï, nội dung của "Music" đề cập đến sức mạnh của âm nhạc trong việc giúp mọi người vui vẻ tiệc tùng với nhau. Đây là một bản dance-pop và electropop, trong đó giọng nói đàn ông ở phần đầu bài hát thực ra là giọng của Madonna đã được biến đổi bằng công cụ điện tử.
Sau khi phát hành, "Music" nhận được những phản ứng tích cực từ các nhà phê bình âm nhạc, trong đó họ đánh giá cao tính bắt tai và thân thiện với những câu lạc bộ của bài hát, cũng như so sánh nó với những tác phẩm trước của Madonna. Bài hát cũng gặt hái những thành công vượt trội về mặt thương mại, đứng đầu các bảng xếp hạng ở 25 quốc gia, bao gồm nhiều thị trường lớn như Úc, Canada, Hungary, Ý, New Zealand, Na Uy, Bồ Đào Nha, Tây Ban Nha, Thụy Sĩ và Vương quốc Anh. Tại Hoa Kỳ, "Music" đạt vị trí số một trên bảng xếp hạng Billboard Hot 100 trong bốn tuần liên tiếp, trở thành đĩa đơn quán quân thứ mười hai của cô tại đây. Ngoài ra, nó cũng là bài hát thành công thứ hai trên bảng xếp hạng Hot Dance Club Songs của thập niên 2000, đứng sau bài hát năm 2005 của chính Madonna "Hung Up".
Video ca nhạc cho "Music" được đạo diễn bởi Jonas Åkerlund, trong đó Madonna và những người bạn tổ chức tiệc tùng trên chiếc xe limousine của cô, do diễn viên hài Ali G cầm lái. Để quảng bá bài hát, Madonna đã trình diễn nó trên nhiều chương trình và lễ trao giải khác nhau, bao gồm Top of The Pops, Giải Âm nhạc châu Âu của MTV năm 2000 và lễ trao giải Grammy lần thứ 43 một năm sau đó. Năm 2012, "Music" cũng xuất hiện trong danh sách trình diễn của Buổi diễn giữa hiệp Super Bowl XLVI. Ngoài ra, nó còn được trình diễn trong năm chuyến lưu diễn trong sự nghiệp của Madonna, gần nhất là chuyến lưu diễn Rebel Heart Tour (2015-16). "Music" nhận được hai đề cử giải Grammy cho Thu âm của năm ở hạng mục Trình diễn giọng pop nữ xuất sắc nhất vào năm 2001.

## Danh sách bài hát
| Đĩa đơn cassette và CD tại Hoa Kỳ 1. "Music" (bản album) – 3:44 2. "Cyber-Raga" – 5:31 Đĩa 12" 2 đĩa tại Hoa Kỳ - A1 "Music" (HQ2 Club Mix) – 8:50 - A2 "Music" (Groove Armada GA 12" Mix) – 5:30 - B1 "Music" (Calderone Anthem Mix) – 11:55 - B2 "Music" (bản album) – 3:44 - C1 "Music" (Deep Dish Dot Com Remix) – 11:21 - D1 "Music" (The Young Collective Club Mix) – 13:16 - E1 "Music" (bản video dài) – 4:45 Đĩa đơn DVD tại Hoa Kỳ 1. "Music" (bản video dài) – 4:45 2. "Music" (bản video ngắn) – 4:23 Đĩa đơn DVD tại châu Âu 1. "Music" (bản video ngắn) – 4:23 2. "Music" (bản video dài) – 4:45 Đĩa CD maxi tại châu Âu 1. "Music" (bản album) – 3:44 2. "Music" (Groove Armada's 7" chỉnh sửa) – 3:38 3. "Music" (Calderone Radio chỉnh sửa) – 4:25 4. "Music" (Deep Dish Dot Com Radio chỉnh sửa) – 4:15 Đĩa 12" tại châu Âu - A1 "Music" (Calderone Anthem Mix) – 11:55 - A2 "Music" (HQ2 Club Mix) – 8:50 - B1 "Music" (The Young Collective Club Mix) – 13:16 - B2 "Music" (Deep Dish Dot Com Remix U.S. chỉnh sửa) – 4:29 Đĩa hình 12" tại châu Âu / Đĩa 12" tại Vương quốc Anh - A1 "Music" (Deep Dish Dot Com Remix) – 11:21 - A2 "Music" (bản album) – 3:44 - B1 "Music" (Groove Armada Club Mix) – 9:29 - B2 "Music" (Groove Armada GA 12" Mix) – 5:30 Đĩa CD tại Vương quốc Anh #1 1. "Music" (bản album) – 3:44 2. "Music" (Deep Dish Dot Com Radio chỉnh sửa) – 4:15 3. "Music" (Calderone Anthem Mix) – 11:55 Đĩa CD tại Vương quốc Anh #2 1. "Music" (bản album) – 3:44 2. "Music" (Groove Armada GA 12" Mix) – 5:30 3. "Music" (Deep Dish Dot Com Remix U.S. chỉnh sửa) – 4:29 | Đĩa đơn cassette tại Vương quốc Anh - A1 "Music" (bản album) – 3:44 - A2 "Music" (Groove Armada's 7" chỉnh sửa) – 3:38 - B1 "Music" (bản album) – 3:44 - B2 "Music" (Groove Armada's 7" chỉnh sửa) – 3:38 Đĩa CD tại Đức 1. "Music" (bản album) – 3:44 2. "Music" (Groove Armada's 7" chỉnh sửa) – 3:38 Đĩa CD tại Úc #1 1. "Music" (bản album) – 3:44 2. "Music" (Deep Dish Dot Com Radio chỉnh sửa) – 4:15 3. "Music" (Groove Armada's 7" chỉnh sửa) – 3:38 4. "Music" (Deep Dish Dot Com Remix) – 11:21 5. "Music" (Groove Armada GA 12" Mix) – 5:30 6. "Music" (Groove Armada Bonus Beats) – 4:51 7. "Music" (Groove Armada Club Mix) – 9:29 8. "Music" (bản video ngắn) – 4:23 9. "Music" (bản video dài) – 4:45 Đĩa CD tại Úc #2 1. "Music" (bản album) – 3:44 2. "Music" (Calderone Radio chỉnh sửa) – 4:25 3. "Music" (HQ2 7" Mix) – 3:59 4. "Music" (The Young Collective Radio Mix) – 3:48 5. "Music" (Calderone Anthem Mix) – 11:55 6. "Music" (HQ2 Club Mix) – 8:50 7. "Music" (The Young Collective Club Mix) – 13:16 Đĩa CD tại Nhật 1. "Music" (bản album) – 3:44 2. "Music" (Groove Armada's 7" chỉnh sửa) – 3:38 3. "Music" (Calderone Radio chỉnh sửa) – 4:25 4. "Music" (Deep Dish Dot Com Radio chỉnh sửa) – 4:15 Đĩa CD maxi tại Canada / Nhật / Hoa Kỳ 1. "Music" (HQ2 Club Mix) – 8:50 2. "Music" (Calderone Anthem Mix) – 11:55 3. "Music" (Deep Dish Dot Com Remix) – 11:21 4. "Music" (Groove Armada Club Mix) – 9:29 5. "Music" (The Young Collective Club Mix) – 13:16 6. "Music" (HQ2 Radio Mix) – 3:59 7. "Music" (Calderone Radio chỉnh sửa) – 4:25 8. "Music" (Deep Dish Dot Com Radio chỉnh sửa) – 4:15 9. "Music" (Groove Armada GA 12" Mix) – 5:30 |

## Xếp hạng
| Bảng xếp hạng (2000)                 | Vị trí cao nhất |
| ------------------------------------ | --------------- |
| Úc (ARIA)                            | 1               |
| Áo (Ö3 Austria Top 40)               | 5               |
| Bỉ (Ultratop 50 Flanders)            | 6               |
| Bỉ (Ultratop 50 Wallonia)            | 4               |
| Canada (RPM)                         | 1               |
| Canada (Canadian Singles Chart)      | 1               |
| Đan Mạch (Tracklisten)               | 2               |
| Châu Âu (European Hot 100 Singles)   | 1               |
| Phần Lan (Suomen virallinen lista)   | 2               |
| Pháp (SNEP)                          | 8               |
| Đức (Official German Charts)         | 2               |
| Hungary (Mahasz)                     | 1               |
| Ireland (IRMA)                       | 7               |
| Ý (FIMI)                             | 1               |
| Hà Lan (Dutch Top 40)                | 4               |
| Hà Lan (Single Top 100)              | 4               |
| New Zealand (Recorded Music NZ)      | 1               |
| Na Uy (VG-lista)                     | 1               |
| Bồ Đào Nha (AFP)                     | 1               |
| Scotland (OCC)                       | 2               |
| Tây Ban Nha (PROMUSICAE)             | 1               |
| Thụy Điển (Sverigetopplistan)        | 2               |
| Thụy Sĩ (Schweizer Hitparade)        | 1               |
| Anh Quốc (OCC)                       | 1               |
| Hoa Kỳ Billboard Hot 100             | 1               |
| Hoa Kỳ Adult Pop Airplay (Billboard) | 16              |
| Hoa Kỳ Dance Club Songs (Billboard)  | 1               |
| Hoa Kỳ Pop Airplay (Billboard)       | 2               |
| Hoa Kỳ Rhythmic (Billboard)          | 9               |

| Bảng xếp hạng (2000)                 | Vị trí |
| ------------------------------------ | ------ |
| Australia (ARIA)                     | 4      |
| Belgium (Ultratop 50 Flanders)       | 45     |
| Belgium (Ultratop 40 Wallonia)       | 21     |
| Denmark (Tracklisten)                | 30     |
| Europe (European Hot 100 Singles)    | 15     |
| Finland (Suomen virallinen lista)    | 37     |
| France (SNEP)                        | 26     |
| Germany (Official German Charts)     | 30     |
| Italy (Hit Parade)                   | 7      |
| Japan (Tokyo Hot 100)                | 1      |
| Netherlands (Dutch Top 40)           | 30     |
| Netherlands (Single Top 100)         | 40     |
| New Zealand (Recorded Music NZ)      | 49     |
| Norway Summer Period (VG-lista)      | 6      |
| Norway Autumn Period (VG-lista)      | 16     |
| Sweden (Sverigetopplistan)           | 32     |
| Switzerland (Schweizer Hitparade)    | 19     |
| UK Singles (Official Charts Company) | 25     |
| US Billboard Hot 100                 | 17     |
| US Hot Dance Club Songs (Billboard)  | 1      |

| Bảng xếp hạng (2000–09)             | Vị trí |
| ----------------------------------- | ------ |
| US Hot Dance Club Songs (Billboard) | 2      |

## Chứng nhận
| Quốc gia                                                                           | Chứng nhận  | Số đơn vị/doanh số chứng nhận |
| Đĩa cứng                                                                           | Đĩa cứng    | Đĩa cứng                      |
| ---------------------------------------------------------------------------------- | ----------- | ----------------------------- |
| Úc (ARIA)                                                                          | 2× Bạch kim | 140.000^                      |
| Pháp (SNEP)                                                                        | Vàng        | 250.000*                      |
| Đức (BVMI)                                                                         | Vàng        | 250.000^                      |
| Thụy Điển (GLF)                                                                    | Bạch kim    | 30.000^                       |
| Thụy Sĩ (IFPI)                                                                     | Vàng        | 25.000^                       |
| Anh Quốc (BPI)                                                                     | Vàng        | 415,000                       |
| Hoa Kỳ (RIAA)                                                                      | Bạch kim    | 1,136,000                     |
| Nhạc số                                                                            |             |                               |
| Brasil (Pro-Música Brasil)                                                         | Vàng        | 50,000*                       |
| Video                                                                              |             |                               |
| Anh Quốc (BPI)                                                                     | Vàng        | 25.000^                       |
| Hoa Kỳ (RIAA)                                                                      | Vàng        | 50.000^                       |
| * Chứng nhận dựa theo doanh số tiêu thụ. ^ Chứng nhận dựa theo doanh số nhập hàng. |             |                               |